# Обезглавливание

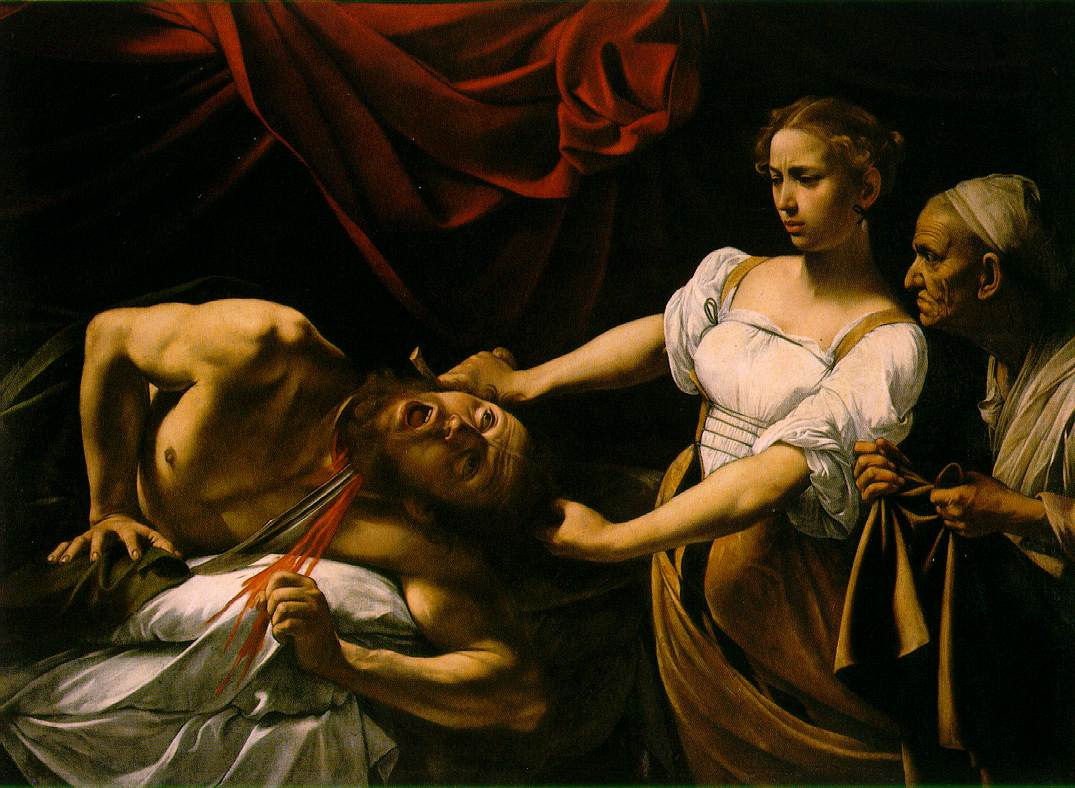
Юдифь и Олоферн (Караваджо, 1598—1599 годы)

Обезгла́вливание (от слова глава, голова; декапита́ция из лат. caput, capitis — голова) — физическое отделение головы живого существа от тела. Обезглавливание может быть умышленным, это — забой сельскохозяйственной птицы, декапитация экспериментальных животных, убийство или исполнение смертной казни; совершается при помощи специального инструмента — гильотины или рубяще-режущих орудий — топора, меча, ножа. Неумышленное обезглавливание может произойти в результате взрыва, машинной аварии и других несчастных случаев. Самоубийство через обезглавливание хоть и крайне редко, но встречается: в 2003 году британец лишил себя головы при помощи собственноручно построенной гильотины с электрическим запуском.
Обезглавливание безусловно приводит к смерти мозга в результате резко прогрессирующей ишемии. Смерть мозга наступает в течение нескольких минут после отделения головы от тела. Рассказы о том, что голова смотрела на палача, узнавала своё имя и даже пыталась говорить, являются, с точки зрения нейрофизиологии, сильно преувеличенными.

## Обезглавливание в истории
Обезглавливание является классическим видом смертной казни на протяжении тысячелетий и является самым известным видом казни. В средневековой Европе государственным и уголовным преступникам отрубали головы и выставляли их на обозрение публики. Казнь через обезглавливание мечом (или секирой, любым боевым оружием) считалась «благородной» и применялась в основном к аристократам, которые, будучи воинами, считались подготовленными к смерти от меча. «Неблагородными» видами казни были повешение и сожжение.

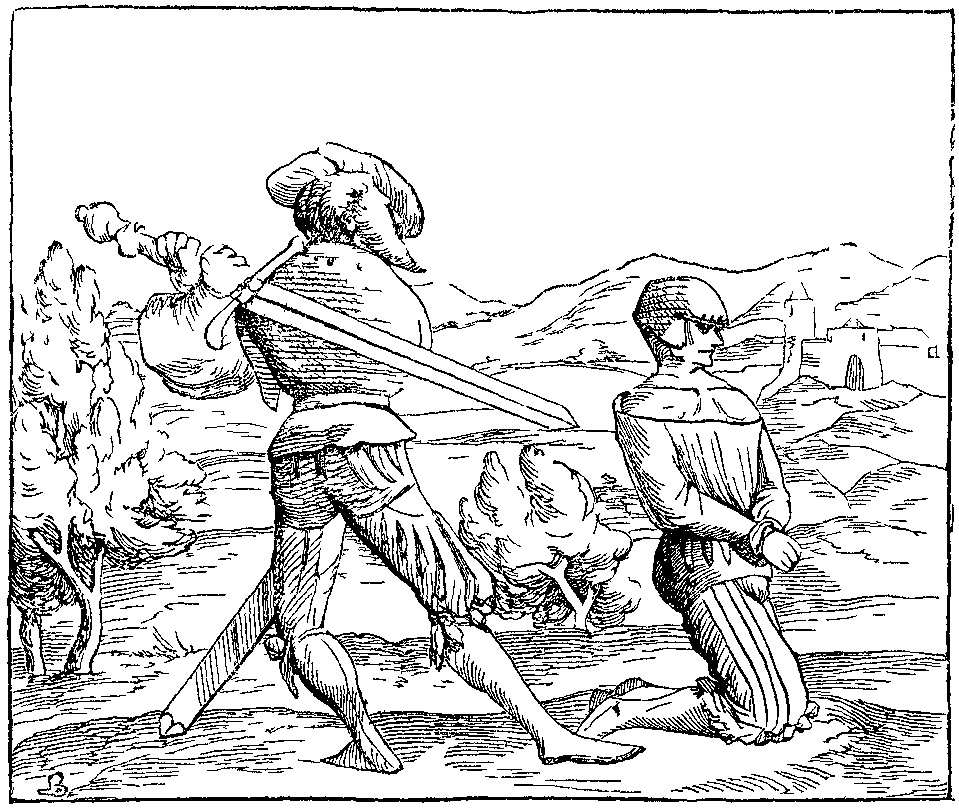
Обезглавливание мечом (1556 год)

Если меч или топор был острым, а палач — умелым, результатом казни была быстрая и относительно безболезненная смерть. Если же оружие было плохо заточено или палач неловок, для отсечения головы могло понадобиться несколько ударов. По этой же причине приговорённому завязывали глаза: чтобы в решающий момент он не дёрнулся. Также приговорённым советовали заплатить палачу, чтобы тот выполнил свою работу на совесть.

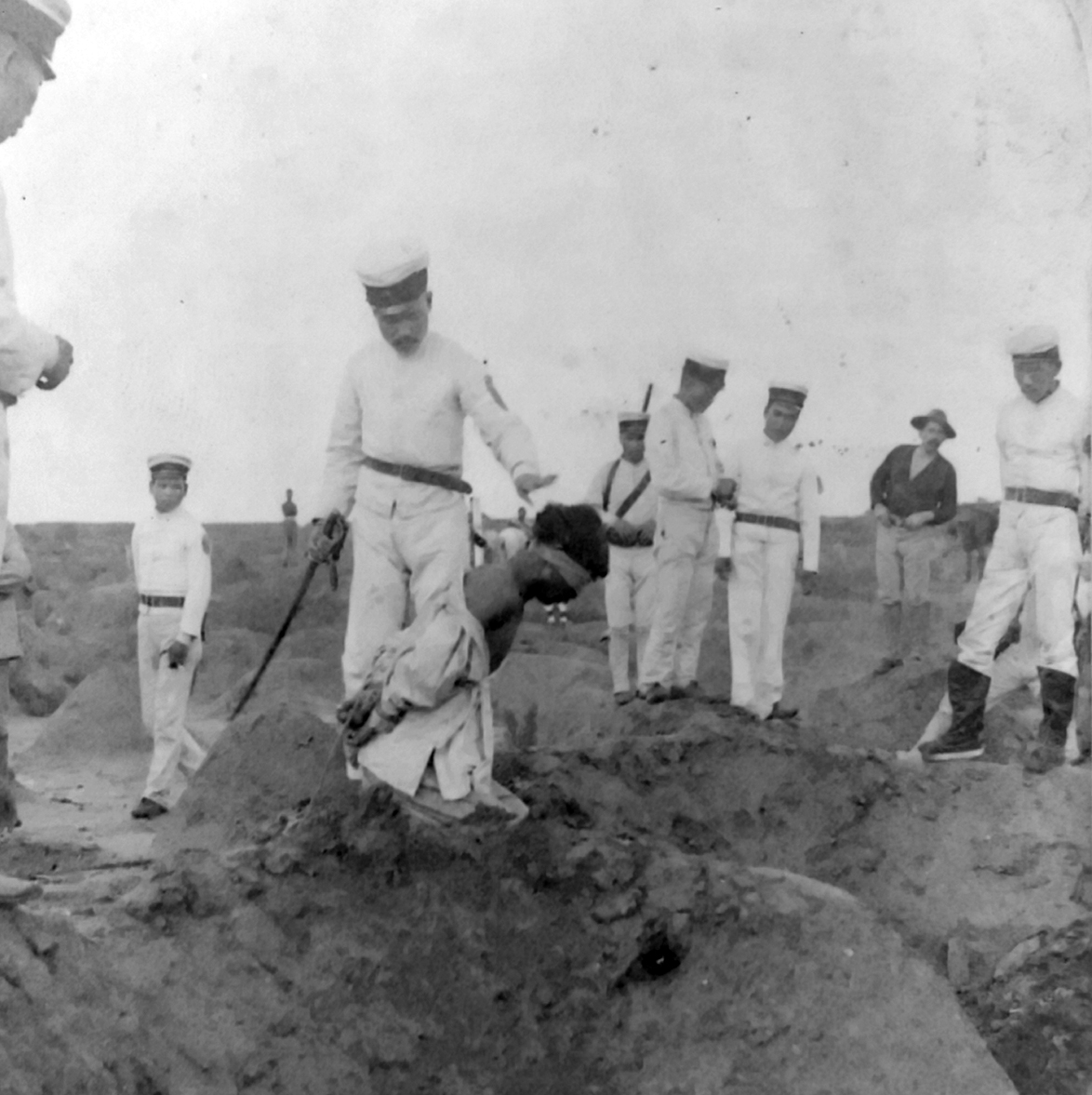
Обезглавливание китайцев (1901 год)

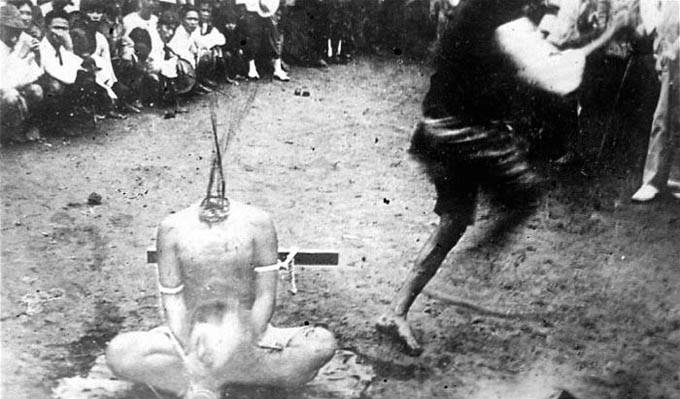
Казнь через обезглавливание. На фотографии хорошо видны струи крови, бьющие из сонных артерий

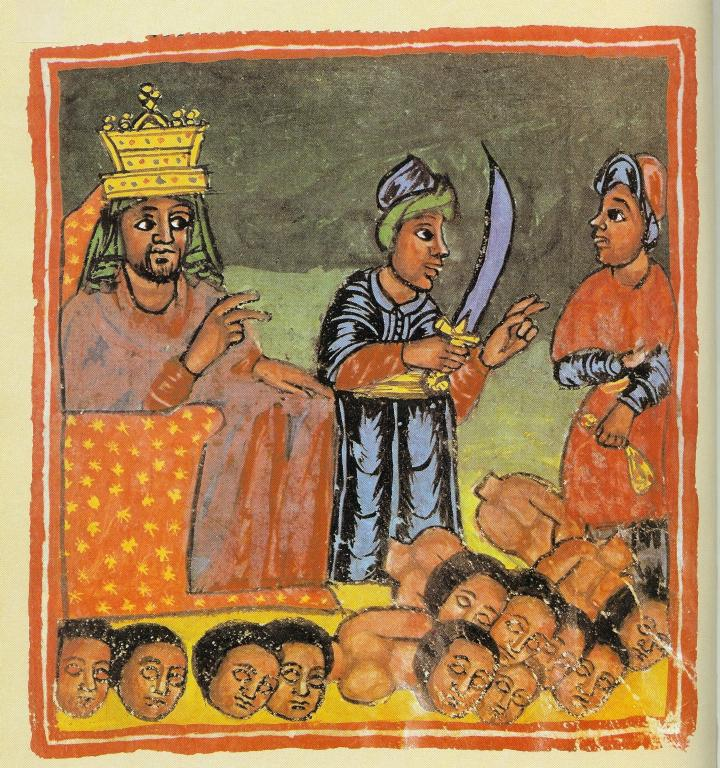
Эфиопский император, отрубающий людям головы. XVIII век

- Обезглавливание при помощи гильотины было распространённой механизированной формой казни, изобретённой незадолго до французской революции. Целью изобретения было создание безболезненного и быстрого метода казни. После того, как голова была отсечена, палач поднимал её и показывал толпе. Бытовало мнение, что отрубленная голова могла видеть на протяжении примерно десяти секунд. Таким образом, голову человека поднимали, чтобы он мог перед смертью увидеть смеющуюся над ним толпу. Гильотина широко использовалась во Франции во время французской революции и оставалась главным видом смертной казни мирного времени вплоть до её отмены в 1981 году. Последним казнённым публично был серийный убийца Эжен Вейдман (фр. Eugène Weidmann) 17 июня 1939 года в Версале.
- В Германии гильотина использовалась с XVII—XVIII веков и была стандартным инструментом смертной казни, наряду с топором. Последняя казнь при помощи топора состоялась в 1935 г., когда Бенита фон Фалькенхайн и Рената фон Натцмер были обезглавлены за шпионаж в пользу Польши. В нацистской Германии гильотинирование применялось к уголовным преступникам. Обезглавливание считалось «неблагородным» видом смерти, в противоположность расстрелу.

Последняя казнь в Западной Германии состоялась 12 мая в 1949 году. Был казнён Бертольд Вехмейер (нем. Berthold Wehmeyer) в тюрьме Моабит в Западном Берлине.
- В истории Англии известны случаи, когда были обезглавлены две королевы, супруги Генриха Тюдора — Анна Болейн и Екатерина Говард.
- В Скандинавии обезглавливание было обычным методом смертной казни. Благородных людей казнили при помощи меча, простолюдинов — при помощи топора. Последняя казнь через обезглавливание в Норвегии была произведена в 1876 году при помощи топора. Аналогично — в Дании в 1892 году. В Швеции последняя голова была отрублена гильотиной в 1910 году — это было первое применение гильотины в этой стране и последняя смертная казнь.
- В библейском Откровении Иоанна Богослова обезглавливание названо методом казни христианских мучеников эпохи великих гонений. Поскольку исторических свидетельств этого события не существует, некоторые исследователи считают, что речь идёт о последнем великом гонении, которое, по мнению верующих, должно произойти незадолго до второго пришествия Христа.
- В традиции Китая обезглавливание считалось более суровой формой казни, чем удушение, несмотря на то, что удушению свойственны продолжительные мучения. Дело в том, что китайцы верили, что тело человека — это подарок его родителей, и поэтому возвращать в небытие расчленённое тело крайне непочтительно по отношению к предкам.
- В Японии обезглавливание исторически совершалось в качестве второй части ритуала сэппуку. После того, как самоубийца вспарывал себе живот, второй участник ритуала отрубал ему голову при помощи катаны, чтобы ускорить смерть и облегчить мучения. Поскольку для отрубания требовался навык, только избранным позволялось принимать участие в ритуале. К концу периода Сэнгоку обезглавливание стало производиться, как только совершающий сэппуку наносил себе малейшее повреждение. Кроме того, обезглавливание было высшей мерой наказания. Одна из самых жестоких форм обезглавливания была применена к самураю Исида Мицунари, изменившему Токугаве Иэясу. Его закопали в землю и медленно отпилили ему голову тупой деревянной пилой. Этот вид наказания был отменён в период Мэйдзи.
- У евреев, ортодоксальная интерпретация Талмуда (См. трактат Санхедрин 57а) призывает к обезглавливанию евреев (потомков Израэля) за убийство, за соучастие в идолопоклонстве вместе с жителями города и также всех неевреев (потомков Ноя), которые не соблюдают так называемые семь законов потомков Ноя. В наши дни часть раввинов открыто через СМИ и интернет призывает нееврейское население мира взять на себя обязательство по выполнению этих 7 законов, указывая на их важность и необходимость для сохранения моральных устоев общества. Современное монотеистическое религиозное движение неевреев, взявших на себя эти обязательства, называется «религиозное движение Бней Ноах», в основном оно состоит из бывших христиан. Раввинский иудаизм, согласно требованиям Устного предания Моисея (См. Мишна), игнорируемого частично или полностью прочими авраамическими религиями, никогда не назначал этого наказания после разрушения Иерусалимского Храма и упразднения Синедриона.

## Обезглавливание в современном мире
Обезглавливания мечом в наши дни совершались в юрисдикциях, подчинённых исламскому шариату, а также воинствующими исламистами в горячих точках. По состоянию на 2005 год Саудовская Аравия, Кувейт, Судан, Оман, Бахрейн, Иордания, Ирак, Афганистан, Йемен и Катар имели законы, разрешающие обезглавливание, однако достоверные сведения об их применении существуют только в отношении Саудовской Аравии. 

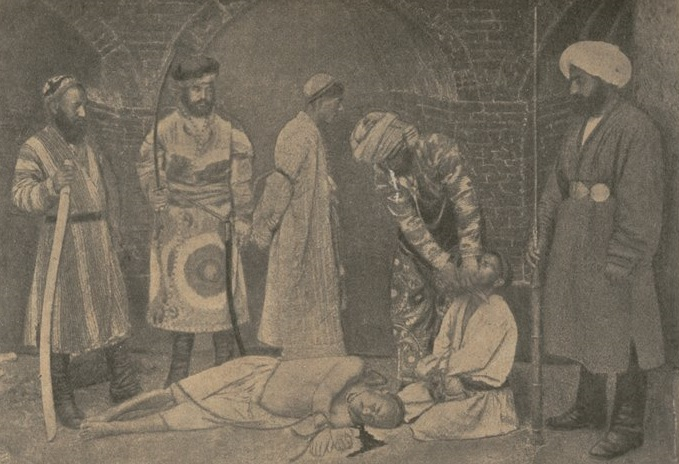
Процесс обезглавливания заключённых в бухарском зиндане в самом начале XX века

Не совсем традиционные случаи обезглавливания встречались в последнее время в некоторых областях Колумбии. Такие военизированные правые организации, как AUC, пользуются этим для запугивания местных жителей; их левые противники из ФАРК, а также преступные банды наркобаронов, тоже время от времени совершают обезглавливания.
Начиная с августа 2014 года, имели место случаи, когда боевики Исламского государства обезглавливали своих жертв, в том числе и на видео:
- 19 августа 2014 года боевик Исламского государства обезглавил американского журналиста Джеймса Фоли. В сеть Интернет была выложена видеозапись казни журналиста под названием «Послание Америке» (англ. A Message to America): на кадрах боевик перерезает горло своей жертве и на этом моменте видео затемняется. Позже на видео появляется обезглавленное тело, на котором лежит голова Фоли, а руки закованы наручниками[5].
- 3 сентября 2014 года боевик Исламского государства обезглавил американского журналиста Стивена Сотлоффа. В интернете опубликованы кадры видеозаписи, на которой запечатлена казнь Сотлоффа: мужчина перерезает ему горло и отрезает голову[6].

- 14 сентября 2014 года в сети появилось видео, на котором исламист обезглавливает британца Дэвида Хэйнса[7].
- 24 сентября 2014 года в Алжире исламисты казнили французского заложника Эрве Гурделя. Видеозапись казни французского заложника оказалась в распоряжении агентства France Presse[8]. Эрве Гурдель прибыл в Алжир по гостевой визе и 20 сентября 2014 года был взят в заложники.

- 3 октября 2014 года боевики Исламского государства опубликовали видеозапись казни гражданина Великобритании Алана Хеннинга, работавшего в гуманитарной миссии. Исламист в чёрной маске с ножом в руке говорит, что «кровь Дэвида Хэйнса (предыдущая жертва ИГ из Великобритании) — на руках Дэвида Кэмерона», а ответственность за смерть Хеннинга несёт парламент Великобритании. Договорив, он убивает Хеннинга ножом и отрезает ему голову[9].
- 16 ноября 2014 года боевики казнили американца, сотрудника гуманитарной организации Питера Кэссига. Боевики ИГ пригрозили убить Кэссига в октябре того же года после того, как в интернете появилась видеозапись с казнью гражданина Великобритании, работника благотворительной организации Алана Хеннинга. В отличие от предыдущих видео казней Джеймса Фоли, Стивена Сотлоффа, Дэвида Хэйнса, Алана Хеннинга, само обезглавливание Питера Кэссига не было показано на видео[10]. Вместо этого на видео, опубликованном в сети Интернет, виден палач, который стоит над уже отрезанной головой своей жертвы[11].
- В январе 2015 года стало известно, что боевики Исламского государства взяли в заложники двух японцев Харуна Юкава и журналиста Кэндзи Гото. 20 января 2015 года было выложено видео с двумя японскими заложниками. Боевики ИГ выдвинули ультиматум, по которому Токио должно было заплатить за них выкуп в 200 млн долларов в течение 72 часов, в противном случае боевики угрожали им убийством[12]. 24 января был обезглавлен Харуна Юкава, а в этот же день было опубликовано фото, на котором Кэндзи Гото держит в руках фотографию обезглавленного тела Харуны Юкавы[13][14]. Через неделю, 31 января был обезглавлен второй заложник Кэндзи Гото — обезглавливание было снято на видео. Вскоре японские власти подтвердили подлинность видеозаписи с казнью Гото[15]. В феврале 2015 года после казни боевиками ИГ японцев Харуны Юкавы и Кэндзи Гото спортсменам сборной Японии по дзюдо запретили появляться на улице во время поездок за границу в форме с национальным флагом страны[16].

- В феврале 2015 года боевики Исламского государства в Ливии обезглавили 21 египетского христианина и сняли это на видео[17][18][19][20].
- 19 августа 2015 года в Пальмире, Сирия, боевики Исламского государства обезглавили сирийского археолога Халида Ассада. По сообщениям СМИ, боевики ИГ в течение месяца держали 82-летнего археолога в плену, требуя сообщить о местонахождении ценных артефактов. Казнь археолога вызвала возмущение со стороны ЮНЕСКО. По словам генерального директора ЮНЕСКО Ирины Боковой Халед Ассад был убит за его преданность своей работе: он отдал Пальмире более 50 лет жизни, изучая её богатую историю и важную роль в качестве перекрестка культур[21].

Мексиканские наркокартели часто прибегают к обезглавливанию. Количество видео с отрезанием голов конкурентам-наркоторговцам и другим жертвам может соперничать с обезглавливанием на территориях, захваченных самопровозглашённым Исламским государством в Сирии и Ираке.
Во время вооружённых столкновений в Нагорном Карабахе (2016) азербайджанскими военнослужащими был обезглавлен армянский солдат езидского происхождения по имени Кярам Слоян. Фотографии азербайджанских военных, позирующих с отрубленной головой, были опубликованы в интернете. Армянская сторона сообщила также об обезглавливании ещё двух своих солдат азербайджанскими военнослужащими.